# Aniarapriset

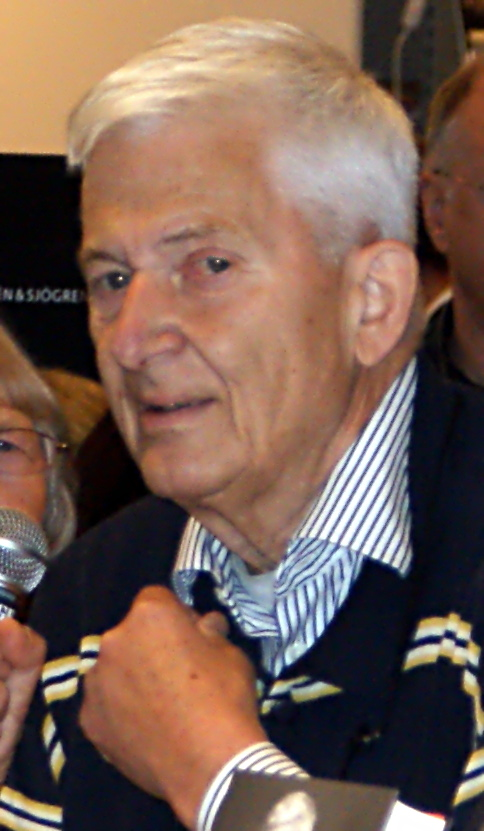
P.O. Enquist, pristagare 1976

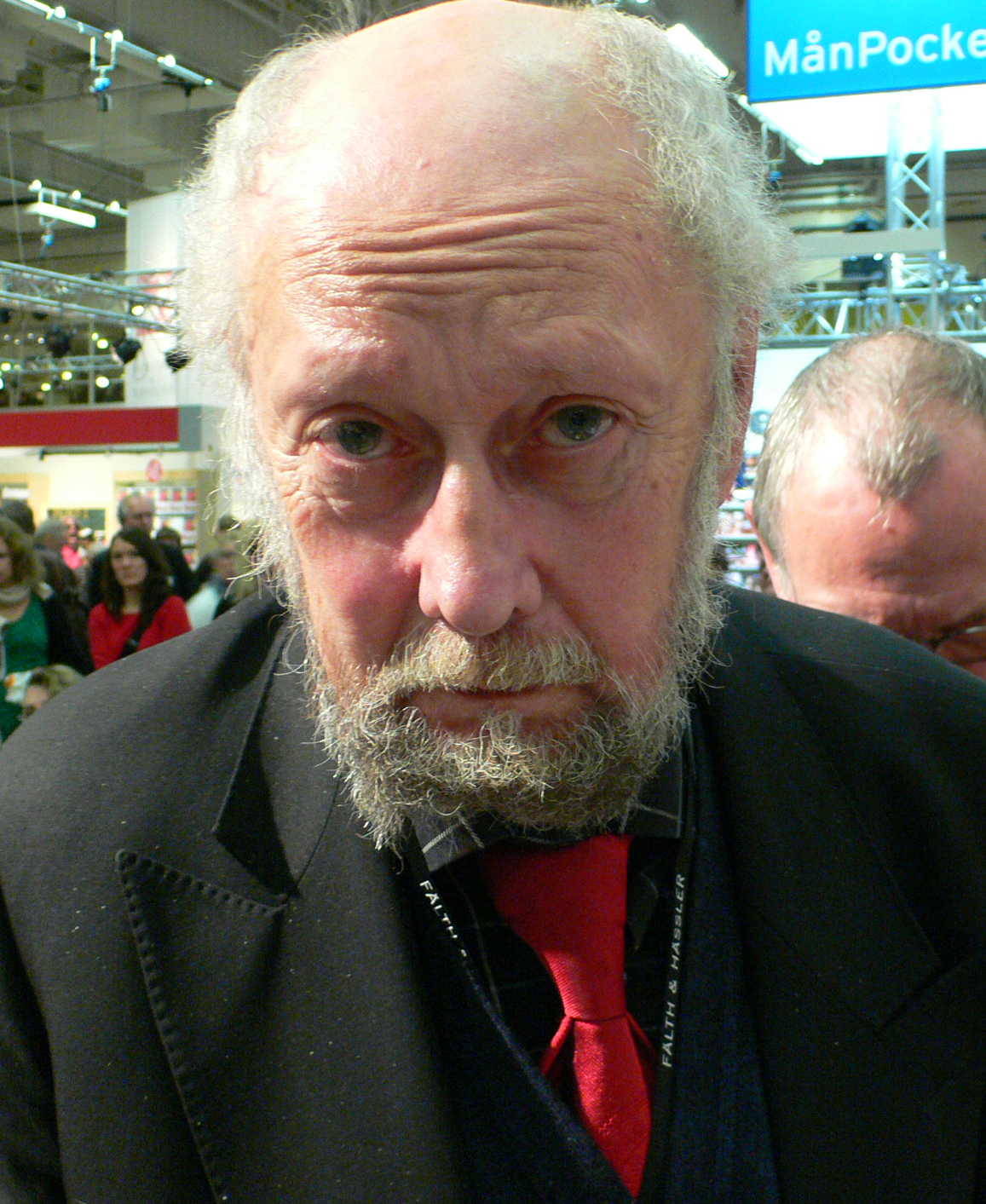
Torgny Lindgren, pristagare 1984

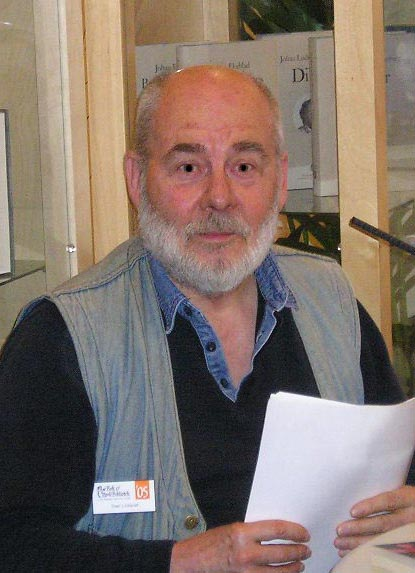
Sven Lindqvist, pristagare 1993

Aniarapriset är ett pris som instiftades 1974 av Svensk Biblioteksförening på förslag av Bengt Holmström.[källa behövs] Det utdelas årligen till en svenskspråkig författare av skönlitteratur för vuxna och utses av en nämnd som är vald för två kalenderår. Prissumman är på 50 000 kronor samt en skulptur av Andrzej Olas.

## Pristagare
- 1974 – P C Jersild
- 1975 – Göran Sonnevi
- 1976 – P.O. Enquist
- 1977 – Göran Palm
- 1978 – Tora Dahl
- 1979 – Lars Ardelius
- 1980 – Erik Beckman
- 1981 – Birgitta Trotzig
- 1982 – Lars Norén
- 1983 – Gunnel Ahlin och Lars Ahlin
- 1984 – Torgny Lindgren
- 1985 – Tomas Tranströmer
- 1986 – Olof Lagercrantz
- 1987 – Göran Tunström
- 1988 – Karl Vennberg
- 1989 – Kerstin Ekman
- 1990 – Niklas Rådström
- 1991 – Sara Lidman
- 1992 – Werner Aspenström
- 1993 – Sven Lindqvist
- 1994 – Eva Ström
- 1995 – Bo Carpelan
- 1996 – Bodil Malmsten
- 1997 – Willy Kyrklund
- 1998 – Lennart Sjögren
- 1999 – Birgitta Stenberg
- 2000 – Jesper Svenbro
- 2001 – Agneta Pleijel
- 2002 – Elsie Johansson
- 2003 – Lars Gustafsson
- 2004 – Elisabeth Rynell
- 2005 – Monika Fagerholm
- 2006 – Magnus Florin
- 2007 – Tua Forsström
- 2008 – Anne-Marie Berglund
- 2009 – Erik Eriksson
- 2010 – Ann Jäderlund
- 2011 – Kristian Lundberg
- 2012 – Bruno K. Öijer
- 2013 – Jonas Hassen Khemiri
- 2014 – Kjell Westö
- 2015 – Sara Stridsberg
- 2016 – Claes Andersson
- 2017 – Johannes Anyuru
- 2018 – Eva-Stina Byggmästar
- 2019 – Mirja Unge
- 2020 – Lina Wolff
- 2021 – Thomas Tidholm [1]
- 2022 – Hans Gunnarsson
- 2023 – Karolina Ramqvist[2]
- 2024 – Mikael Niemi